# Arild Hvitfeldt

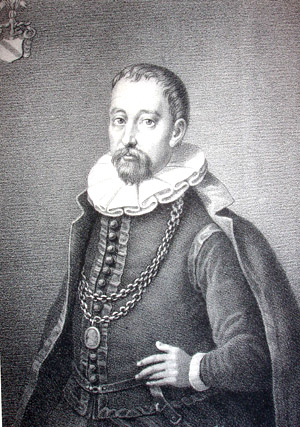
Arild Huitfeldt.

Arild Hvitfeldt o Huitfeld (Bergenshus, 11 de septiembre de 1546-Herlufsholm, 16 de diciembre de 1609) fue un historiador y funcionario estatal danés, célebre por su Crónica del reino de Dinamarca en idioma danés.

## Biografía
Hvitfeldt nació en una familia aristocrática de Scania que formaba parte del reino de Dinamarca en ese momento. Se educó en parte en Alemania (donde aprendió latín en Estrasburgo con el gran humanista Johannes Sturm, aunque también estuvo un tiempo en Tubinga) y parte en Francia (donde profundizó en el derecho, probablemente en Orleáns, con Poul Cyprus), e hizo carrera como funcionario estatal: fue desde 1573 hasta 1580 primer secretario de la Cancillería danesa, el órgano administrativo central del Rey. Desde 1583 hasta su muerte también fue superintendente de la escuela latina de Herlufsholm, el primer internado danés. En 1586 logró su nombramiento más alto, convirtiéndose en Rigskansler (canciller del reino), algo así como un ministro de Justicia moderno, hasta poco antes de su muerte, y también desempeñó toda suerte de cargos importantes. Hvitfeldt poseía también varias fincas señoriales y estuvo embarcado en varias misiones diplomáticas; como político y funcionario parece haber sido estudioso, conservador y sociable, habiendo evitado enfrentamientos manifiestos con otros colegas. Cuando Christian IV se hizo cargo de los asuntos del gobierno en 1596, fue su consejero. En diciembre de 1606 sufrió un derrame cerebral, se retiró de la vida pública y vivió hasta su muerte en la escuela latina de Herlufsholm que había fundado y dirigido en 1583.

## Obras
Sin embargo, lo que hizo famoso a Hvitfeldt fue su contribución como historiador. Escribió la primera gran historia de Dinamarca en danés vernáculo, la Danmarks Riges Krønike (Crónica del Reino de Dinamarca, 8 vols, 1595-1603), asumiendo así el importante legado de Saxo Grammaticus. Hvitfeldt no era el cronista danés oficial, pero en su época varios intentos oficiales de escribir una historia completa de Dinamarca en latín se habían mostrado completamente insatisfactorios, Por el contrario Huitfeldt creó una obra que sustituyó a todos los intentos latinos anteriores y más o menos se convirtió en el referente en la materia en Dinamarca hasta la época de Ludvig Holberg.
Su Crónica trata de Dinamarca desde época legendaria hasta 1559. Se estructura principalmente en torno a los reinados de los diversos reyes y no se publicó en orden cronológico, sino que comenzó con la época de Christian III. Aunque se publicó rápidamente, su trabajo parece haber sido preparado a lo largo de varios años. Y como era un funcionario del estado, tenía acceso a los documentos y la posibilidad de utilizar mucha ayuda, circunstancias que confirieron aún más valor a su trabajo. La forma de su crónica es analítica, si bien no se restringe a consignar los hechos de cada año. Gran parte de su valor actual deriva de que Hvitfeldt reproduce muchos documentos y fuentes cuyos originales se han perdido. De esa manera, su libro también es un importante repertorio de fuentes históricas.
En la Crónica, Huitfeldt se deja ver como un aristócrata pragmático. Para él la historia se repite y en cuando a los factores judiciales y constitucionales se muestra bastante anticipado a su tiempo. En el fondo, sigue siendo subjetivo: su propio ideal es el de un estado aristocrático en el que el Rey respeta el papel y el poder de la nobleza. Por lo tanto, puede ser considerado responsable de la imagen extremadamente negativa de Christian II y de la correspondiente idealizada de Christian III que durante muchos años dominó el pensamiento histórico danés. Sin embargo, en su conjunto, Huitfeldt es sobrio y tranquilo, usa un lenguaje sencillo y bastante libre de afectaciones. Cuando transmite antiguas leyendas y mitos a menudo muestra escepticismo en cuanto a su fiabilidad. Sus propios prefacios a los volúmenes separados de su historia son dignos de mención como testimonio adicional a sus ideales políticos.